# Kattefod (slægt)
Kattefod (Antennaria) er en slægt med ca. 45 arter, der er udbredt cirkumpolart, dvs. i Sibirien, Alaska, Nordcanada, USA, Mexico, Sydamerika og Nordeuropa med hovedvægten i Nordamerika. Desuden er nogle arter udbredt i de alpine dele af de højeste bjergkæder. Det er flerårige urter eller halvbuske med en lav, opstigende vækst. Nogle af arterne danner aflæggere, mens andre har underjordiske stængler. Bladene sidder spredt, og de er hele med hel rand. Oversiden er mere eller mindre behåret, mens undersiden altid er tæt hårklædt. Blomsterne er samlet i små kurve, der danner aks, halvskærme eller klaser. Hver af standene rummer kun blomster af ét køn, og mange arter er tvebo. Apomixis forekommer ofte i denne slægt, og det kan gøre artsbestemmelse vanskelig.
| Beskrevne Arter |

- Bjergkattefod (Antennaria alpina)
- Kattefod (Antennaria dioica)
- Glat kattefod (Antennaria glabrata)
- Tuekattefod (Antennaria lanata)

| Andre Arter |

| - Antennaria anaphaloides - Antennaria caucasica - Antennaria chilensis - Antennaria corymbosa - Antennaria flagellaris - Antennaria hansii - Antennaria howellii - Antennaria luzuloides - Antennaria microphylla | - Antennaria monocephala - Antennaria neglecta - Antennaria parlinii - Antennaria parvifolia - Antennaria plantaginifolia - Antennaria racemosa - Antennaria rosea - Antennaria solitaria - Antennaria umbrinella |